# Semaine nationale de la culture
 (janvier 2022).
La mise en forme du texte ne suit pas les recommandations de Wikipédia : il faut le « wikifier ».
Les points d'amélioration suivants sont les cas les plus fréquents :
- Les titres sont pré-formatés par le logiciel. Ils ne sont ni en capitales, ni en gras.
- Le texte ne doit pas être écrit en capitales (les noms de famille non plus), ni en gras, ni en italique, ni en « petit »…
- Le gras n'est utilisé que pour surligner le titre de l'article dans l'introduction, une seule fois.
- L'italique est rarement utilisé : mots en langue étrangère, titres d'œuvres, noms de bateaux, etc.
- Les citations ne sont pas en italique mais en corps de texte normal. Elles sont entourées par des guillemets français : « et ».
- Les listes à puces sont à éviter, des paragraphes rédigés étant largement préférés. Les tableaux sont à réserver à la présentation de données structurées (résultats, etc.).
- Les appels de note de bas de page (petits chiffres en exposant, introduits par l'outil «  Source ») sont à placer entre la fin de phrase et le point final[comme ça].
- Les liens internes (vers d'autres articles de Wikipédia) sont à choisir avec parcimonie. Créez des liens vers des articles approfondissant le sujet. Les termes génériques sans rapport avec le sujet sont à éviter, ainsi que les répétitions de liens vers un même terme.
- Les liens externes sont à placer uniquement dans une section « Liens externes », à la fin de l'article. Ces liens sont à choisir avec parcimonie suivant les règles définies. Si un lien sert de source à l'article, son insertion dans le texte est à faire par les notes de bas de page.
- La présentation des références doit suivre les conventions bibliographiques. Il est recommandé d'utiliser les modèles {{Ouvrage}}, {{Chapitre}}, {{Article}}, {{Lien web}} et/ou {{Bibliographie}}. Le mode d'édition visuel peut mettre en forme automatiquement les références.
- Insérer une infobox (cadre d'informations à droite) n'est pas obligatoire pour parachever la mise en page.

Pour une aide détaillée, merci de consulter Aide:Wikification.
Si vous pensez que ces points ont été résolus, vous pouvez retirer ce bandeau et améliorer la mise en forme d'un autre article.
La Semaine nationale de la culture, également connue sous le nom de SNC , est une biennale culturelle qui se tient à Bobo-Dioulasso depuis 1990. C'est une manifestation pluridisciplinaire d'ampleur nationale, instaurée au Burkina Faso en 1983 sous l'égide du président Thomas Sankara, peu après la révolution voltaïque.

## Historique

### Origine
La genèse de la SNC remonte à la fin de l'année 1983, lorsqu'elle voit le jour pour la première fois à Ouagadougou du 20 au 30 décembre. Ce premier rendez-vous culturel a réuni près de 2000 artistes de différentes disciplines, incluant les arts du spectacle, les arts plastiques et la littérature. Dès ses débuts, la SNC suscite un engouement tant auprès des artistes que de la population, affirmant ainsi sa vocation de rendez-vous culturel majeur dans le pays.
Au cours des années suivantes, la SNC a entamé une itinérance à travers les différentes régions du pays, illustrant ainsi sa volonté de promouvoir la culture burkinabé dans toute sa diversité. La deuxième édition, organisée à Gaoua en 1984, a constitué un tournant significatif dans l'histoire de la SNC, marquant l'expansion géographique de l'événement et son impact sur le développement culturel des régions hôtes. Des projets d'infrastructure majeurs, tels que la construction de salles de spectacles et d'un aérodrome, ont témoigné de l'engagement des autorités en faveur de la promotion de la culture à travers le pays. Après la quatrième édition qui s'est déroulée simultanément à Koudougou et à Réo, la manifestation connait une restructuration.
En 1985, la SNC fait une pause stratégique afin de réorienter ses objectifs et sa structure. Un séminaire national est ainsi organisé à Matourkou sous la supervision du secrétaire permanent de la SNC de l'époque, Prosper Compaoré, réunissant les acteurs culturels et les décideurs politiques autour de la redéfinition de la manifestation. À la suite de cette réflexion collective, la SNC reprend ses activités en 1986 à Bobo-Dioulasso, avec sa troisième édition, marquant ainsi le début de nombreux changements, notamment dans sa périodicité et sa localisation.

### Évolution et Institutionnalisation
À partir de la cinquième édition en 1990, la SNC devient biennale et se fixe à Bobo-Dioulasso. Cette décision a permis de renforcer l'ancrage de l'événement dans la vie culturelle du pays et de développer des infrastructures destinées à la promotion de la culture burkinabè.
Cette sédentarisation de la manifestation confère à Bobo-Dioulasso un statut particulier en tant que foyer culturel du pays, renforçant son attractivité et son rayonnement à l'échelle nationale et internationale.
De fil en aiguille, la SNC va prendre une envergure institutionnelle avec la construction dans la ville hôte de son siège qui sera inauguré en 2000, lors de la 10e édition. Un secrétariat permanent a été institué, avec Prosper Compaoré comme premier secrétaire permanent. Cette institution a joué un rôle crucial dans la planification et l'organisation de la SNC, contribuant ainsi à sa pérennité et à son rayonnement national et international.
Le tout premier parrain de la biennale est Adama Fofana , alors conseiller spécial du président du Faso et ancien ministre chargé des relations avec le Parlement. Au fil des années, la SNC  devient l'une des manifestations culturelles d'envergure qui fait la renommée du Burkina Faso.

## Éditions notables

### 2002: 12eedition
L'histoire de la SNC n'a pas été exempte de défis. Si jusqu'à l'édition 11, la manifestation s'est toujours déroulée sans incidents majeurs, ce ne sera pas le cas en 2002, à la 12e édition. La veille, une foire commerciale, introduite pour la première fois, va connaître des imprévus. Un incendie , provoqué par un court-circuit dû à des branchements électriques, a ravagé 46 stands d'exposition de textile et de produits de la pharmacopée traditionnelle. Le sinistre avait occasionné la perte de plusieurs millions de FCFA.

### 2020: 20eedition
Initialement prévue du 28 mars au 4 avril 2020 sous le thème "La diversité culturelle, ferment de l'unité nationale", la 20e édition  a été reportée à cause de la pandémie de coronavirus.  Quelques jours avant le début prévu, le gouvernement du Burkina Faso a décidé de suspendre les événements de grande envergure, conformément aux mesures sanitaires visant à limiter la propagation du virus. Après plusieurs reports, la 20e édition s'est finalement  tenue du 29 avril au 6 mai 2023.

## Description
La semaine nationale de la culture offre l'opportunité aux artistes burkinabè d'exprimer leurs talents dans divers domaines. Ainsi, toutes les expressions culturelles des treize régions du pays se rencontrent pour magnifier le riche patrimoine, la diversité et célébrer le vivre-ensemble des populations. Musique, danse, théâtre, littérature, Slam et plusieurs autres formes artistiques se côtoient. L'art culinaire, la lutte traditionnelle, le tir à l'arc et bien d'autres formes d'expressions culturelles et cultuelles sont valorisées.

### Missions
La SNC a pour mission d'identifier et valoriser le patrimoine artistique et culturel national; de promouvoir le rapprochement et le brassage harmonieux des différentes formes d'expressions culturelles du Burkina Faso; de promouvoir et valoriser les créations artistiques et littéraires du Burkina Faso et de sa diaspora; et de renforcer la coopération culturelle et artistique internationale.

### Organisation
L’organisation pratique est confiée à une structure administrative publique, dénommée «secrétariat technique de la Semaine nationale de la culture». Depuis sa création, la SNC a été principalement conçue en deux volets:
- Volet compétitif (Grand Prix national des arts et des lettres): cette compétition met en lice des artistes dans divers domaines tels que les arts plastiques, les arts du spectacle, l'art culinaire, la littérature et les sports traditionnels. Elle se déroule en deux phases, comprenant les Semaines Régionales de la Culture (années impaires) et la phase finale (années paires).
- Volet festivalier: ce volet comprend une variété d'activités festives et de réflexion, telles que des foires commerciales, des conférences, des activités récréatives sur les plateaux off, ainsi que des manifestations littéraires et artistiques. Ces événements offrent une plateforme aux artistes pour exprimer leur créativité et leur talent, tout en favorisant le rapprochement et le brassage harmonieux des différentes expressions culturelles du Burkina Faso.

### La Semaine régionale de la culture (SRC)
C'est une étape préliminaire importante pour la participation au Grand prix national des arts et des lettres à la SNC.
Cette compétition, considérée comme le cœur de la culture régionale, est organisée à travers 14 événements régionaux. Les artistes, les sportifs et les professionnels de la culture participent au concours sans quota prédéterminé. Son objectif principal est de sélectionner les représentants des 13 régions du pays (plus la région autonome de Houet) pour la phase finale de la SNC, conformément au règlement intérieur de chaque catégorie artistique.

### Le Grand prix national des arts et des lettres
Le Grand prix national des arts et des lettres (GPNAL) est le cœur de la SNC. Il a été créé en 1974 avant le décret de création de la SNC en 1983. Il se déroule pendant la Semaine nationale de la culture (SNC).
C'est un cadre d'expression culturelle artistique. Plusieurs artistes et groupes d'artistes venus des différentes régions du Burkina Faso rivalisent de talent devant un public et un jury. Les prestations sont retransmises sur la Radiodiffusion-Télévision du Burkina (RTB). Dans les arts du spectacle, il y’a les disciplines artistiques suivantes: orchestre, danse traditionnelle, Slam, musique traditionnelle instrumentale, vedette de la chanson traditionnelle, chœurs populaires, etc.
Plus d'une soixantaine d'ethnies se retrouvent pendant une semaine pour célébrer ensemble leurs valeurs culturelles.
Les compétitions du GPNAL sont organisées autour de cinq catégories comportant chacune des disciplines, genres ou rubriques et se déroulent en deux phases matérialisées par les Semaines régionales de la culture (année impaire) et la phase finale (année paire). La compétition va mettre en valeur des variétés d'arts, avec pour les arts du spectacle deux pools (adulte et jeune): 
- Catégorie A: les arts du spectacle comprenant deux (02) pools repartis en neuf disciplines: 
  - Le Pool adulte (danse traditionnelle, musique traditionnelle instrumentale, chœurs populaires, vedette de la chanson traditionnelle, création chorégraphique, orchestre et slam)
    - Pool jeune (danses traditionnelles et ballet). Pendant trois jours, les enfants venus des différentes régions du Burkina Faso étalent leur savoir-faire et leur savoir-être en matière d'identité culturelle[10]

- Catégorie B: Les arts plastiques : Les compétitions en arts plastiques sont constituées essentiellement de peinture, de sculpture et de Batik (technique d’impression des étoffes pratiquée au Burkina Faso).
- Catégorie C: La littérature française et la langue nationale La catégorie de la littérature en français est composée de roman, nouvelle, poésie, théâtre, conte et de la littérature en langues nationales mooré, dioula et de fulfulde.
- Catégorie D: L'art culinaire: Pour l’art culinaire, il y a les plats légers, les plats lourds, les boissons et les desserts.
- Catégorie E: Les sports traditionnels: Dans la catégorie sports Traditionnels nous avons le tir à l'arc et la lutte traditionnelle.

#### Palmarès officiel du grand prix national des arts et des lettres de la SNC 2018: 19eédition

##### Catégorie lutte traditionnelle
| Pool         | Catégorie | poids | Lauréats          | Prix     | Région            |
| ------------ | --------- | ----- | ----------------- | -------- | ----------------- |
| Jeune fille  | 1ère      | 41/45 | Dianda Aminata    | 150 000F | Sud-Est           |
| Jeune fille  | 2ème      | 46/50 | Da.Y.Loraine      | 150 000F | Sud-Ouest         |
| Jeune fille  | 3ème      | 55    | Toni Sabine       | 150 000F | Boucle du Mouhoun |
| Jeune garçon | 1ère      | 41/45 | Foro Armel Odilon | 150 000F | Boucle du Mouhoun |
| Jeune garçon | 2ème      | 46/50 | Toé Lamou Aimé    | 150 000F | Boucle du Mouhoun |
| Jeune garçon | 3ème      | 51/55 | Zanté Dominique   | 150 000F | Boucle du Mouhoun |
| Adulte       | 1ère      | 65/75 | Diallo Serge      | 200 000F | Boucle du Mouhoun |
| Adulte       | 2ème      | 76/85 | Toni Ferdinand    | 200 000F | Boucle du Mouhoun |
| Adulte       | 3ème      | 86+   | Zerbo Eloi        | 200 000F | Boucle du Mouhoun |

##### Catégorie Tir à l’arc
| Pool         | Lauréats              | Prix     | Région    |
| ------------ | --------------------- | -------- | --------- |
| Jeune garçon | Kambiré Ollo Bouototé | 100 000F | Sud-Ouest |
| Adulte dame  | Ousse Ini Brigitte    | 100 000F | Sud-Ouest |
| Adulte homme | Kambiré Tho           | 150 000F | Sud-Ouest |

##### Catégorie Art culinaire
| Disciplines | Lauréats                | Prix     | Région                       |
| ----------- | ----------------------- | -------- | ---------------------------- |
| Plat léger  | Nikiema/Kabré Mamounata | 200 000F | Centre-Est (Koulpélogo)      |
| Plat lourd  | Kouraogo Koudpoo        | 200 000F | Sud-Ouest (Poni)             |
| Dessert     | Zoungrana Cathérine     | 200 000F | Centre (Kadiogo)             |
| Boisson     | Konseibo T. Donalde     | 200 000F | Plateau-Central (Oubritenga) |

##### Catégorie Littérature
| Disciplines | Lauréats                 | Prix     | Titre                                      |
| ----------- | ------------------------ | -------- | ------------------------------------------ |
| Roman       | Alexis Pengwendé Yameogo | 500 000F | Moah, le fils de la folle                  |
| Nouvelle    | Wenceslas K. M. COMBARY  | 500 000F | L’agression originelle et autres nouvelles |
| Poésie      | Joseph Sanou             | 500 000F | Par-delà les dunes, l’Oasis                |

##### Catégorie Art plastique
| Disciplines | Lauréats         | Prix     |
| ----------- | ---------------- | -------- |
| Sculpture   | Traoré Ibrahim   | 500 000F |
| Peinture    | André Sanou      | 500 000F |
| Batik       | Ouédraogo Samuel | 500 000F |

##### Catégorie art du spectacle sous la catégorie d'expressions culturelles traditionnelle
| Pool   | Disciplines             | Lauréats                       | Prix      | Région              |
| ------ | ----------------------- | ------------------------------ | --------- | ------------------- |
| Jeune  | Ballet                  | Zoukana Création               | 1000 000F | Haut bassins/ houet |
| Adulte | Slam                    | Minoungou Nathanael dit Melerd | 500 000F  | Est/Gourma          |
| Adulte | Orchestre               | Douglipo                       | 1000 000F | Est/Gourma          |
| Adulte | Création chorégraphique | Centre Guiré                   | 1000 000F | Centre/Kadiogo      |

Des prix d'une valeur de 500 000 à 600 000 FCFA ont été attribués aux ambassadeurs de chaque région.

### Catégorie art du spectacle sous la catégorie disciplines des expressions culturelles modernes d'inspiration traditionnelle par régions

#### Boucle du Mouhoun
| Disciplines                          | Lauréats                  | Prix          | Provinces |
| ------------------------------------ | ------------------------- | ------------- | --------- |
| Danse Traditionnelle Pool Adulte     | Troupe Nazounki de Dossi  | 600 000 F CFA | Balés     |
| Danse Traditionnelle Pool Jeune      | Troupe Yoropo             | 600 000 F CFA | Mouhoun   |
| Musique Traditionnelle Instrumentale | Troupe Yiribasso          | 600 000 F CFA | Mouhoun   |
| Chœurs Populaires                    | Chœur Populaire de Bounou | 600 000 F CFA | Balés     |
| Vedette de la Chanson Moderne        | Drabo Sali                | 500 000 F CFA | Sourou    |

##### Région des Cascades
| Disciplines                          | Lauréats                     | Prix          | Provinces |
| ------------------------------------ | ---------------------------- | ------------- | --------- |
| Danse Traditionnelle Pool Adulte     | Troupe Manon de Takélédougou | 600 000 F CFA | Comoé     |
| Danse Traditionnelle Pool Jeune      | NEANT                        |               | -         |
| Musique Traditionnelle Instrumentale | Troupe Benkadi de Niangoloko | 600 000 F CFA | Comoé     |
| Chœurs Populaires                    | Fougniguè de Dakoro          | 600 000 F CFA | Léraba    |
| Vedette de la Chanson Moderne        | Traoré Ibrahim               | 500 000 F CFA | Comoé     |

##### Région du Centre
| Disciplines                          | Lauréats             | Prix          | Provinces     |
| ------------------------------------ | -------------------- | ------------- | ------------- |
| Danse Traditionnelle Pool Adulte     | Troupe Soutong-nooma | 600 000 F CFA | Kadiogo       |
| Danse Traditionnelle Pool Jeune      | Troupe Naba Kango    | 600 000 F CFA | Kadiogo       |
| Musique Traditionnelle Instrumentale | Faso Culture         | 600 000 F CFA | Kadiogo       |
| Chœurs Populaires                    | Troupe Tégawendé     | 600 000 F CFA | Kadiogo/Pabré |
| Vedette de la Chanson Moderne        | ILBOUDO Awa          | 500 000 F CFA | Kadiogo       |

##### Centre-Est
| Disciplines                          | Lauréats                 | Prix          | Provinces |
| ------------------------------------ | ------------------------ | ------------- | --------- |
| Danse Traditionnelle Pool Adulte     | Wend-boulga de sabtenga  | 600 000 F CFA | Boulgou   |
| Danse Traditionnelle Pool Jeune      | TroupeTégawendé de Kando | 600 000 F CFA | Boulgou   |
| Musique Traditionnelle Instrumentale | NEANT                    |               | -         |
| Chœurs Populaires                    | Troupe Toléa             | 600 000 F CFA | Boulgou   |
| Vedette de la Chanson Moderne        | LENGA Thérèse            | 500 000 F CFA | Boulgou   |

##### Centre-Nord
| Disciplines                          | Lauréats                              | Prix          | Provinces  |
| ------------------------------------ | ------------------------------------- | ------------- | ---------- |
| Danse Traditionnelle Pool Adulte     | Wend-boulga de sabtenga               | 600 000 F CFA | Bam        |
| Danse Traditionnelle Pool Jeune      | NEANT                                 |               | -          |
| Musique Traditionnelle Instrumentale | Troupe Namagbzanga de Zéguedeguin     |               | Namentenga |
| Chœurs Populaires                    | Troupe Maoré Rayim koudoumdé de Loaga | 600 000 F CFA | Bam        |
| Vedette de la Chanson Moderne        | SAWADOGO Asséta de Namagbzanga        | 500 000 F CFA | Sanmatenga |

##### Centre-Ouest
| Disciplines                          | Lauréats                       | Prix          | Provinces  |
| ------------------------------------ | ------------------------------ | ------------- | ---------- |
| Danse Traditionnelle Pool Adulte     | Yinezou de Goundi              | 600 000 F CFA | Sanguié    |
| Danse Traditionnelle Pool Jeune      | Troupe Nongtaaba de kologweogo | 600 000 F CFA | Boulkièmdé |
| Musique Traditionnelle Instrumentale | Troupe Wend-panga de Nazoanga  | 600 000 F CFA | Boulkièmdé |
| Chœurs Populaires                    | Troupe Teegawendé de Nabadogo  | 600 000 F CFA | Boulkièmdé |
| Vedette de la Chanson Moderne        | Energie Necré de Sapouy        | 500 000 F CFA | Ziro       |

##### Centre-Sud
| Disciplines                          | Lauréats                    | Prix          | Provinces  |
| ------------------------------------ | --------------------------- | ------------- | ---------- |
| Danse Traditionnelle Pool Adulte     | Troupe Kaya de Tiébélé      | 600 000 F CFA | Nahouri    |
| Danse Traditionnelle Pool Jeune      | Troupe Sông-koglgo de Manga | 600 000 F CFA | Zoundwéogo |
| Musique Traditionnelle Instrumentale | Windémita d'arroumbissi     | 600 000 F CFA | Nahouri    |
| Chœurs Populaires                    | Troupe Sounoogo de Youka    | 600 000 F CFA | Nahouri    |
| Vedette de la Chanson Moderne        | TAPSOBA Inoussa             | 500 000 F CFA | Zoundwéogo |

##### Est
| Disciplines                          | Lauréats                  | Prix          | Provinces  |
| ------------------------------------ | ------------------------- | ------------- | ---------- |
| Danse Traditionnelle Pool Adulte     | Troupe Todiyaaba          | 600 000 F CFA | Komondjari |
| Danse Traditionnelle Pool Jeune      | Troupe Boaseli de Kantari | 600 000 F CFA | Tapoa      |
| Musique Traditionnelle Instrumentale | Ganta                     | 600 000 F CFA | Gnagna     |
| Chœurs Populaires                    | Troupe Todiyaba           | 600 000 F CFA | Kompienga  |
| Vedette de la Chanson Moderne        | Marie Gayéri              | 500 000 F CFA | Gnagna     |

##### Haut-Bassins
| Disciplines                          | Lauréats                     | Prix          | Provinces  |
| ------------------------------------ | ---------------------------- | ------------- | ---------- |
| Danse Traditionnelle Pool Adulte     | Troupe Kiensé de Koumbia     | 600 000 F CFA | Tuy        |
| Danse Traditionnelle Pool Jeune      | Troupe Kêwali                | 600 000 F CFA | Kenedougou |
| Musique Traditionnelle Instrumentale | Ensemble Artistique Kantigui | 600 000 F CFA | Kenedougou |
| Chœurs Populaires                    | Troupe Lamôgôya              | 600 000 F CFA | Kenedougou |
| Vedette de la Chanson Moderne        | NEANT                        |               | -          |

##### Nord
| Disciplines                          | Lauréats                             | Prix          | Provinces |
| ------------------------------------ | ------------------------------------ | ------------- | --------- |
| Danse Traditionnelle Pool Adulte     | Troupe Koumnayargo yarm              | 600 000 F CFA | Yatenga   |
| Danse Traditionnelle Pool Jeune      | Ensemble Artistique Pluridisciplaire | 600 000 F CFA | Yatenga   |
| Musique Traditionnelle Instrumentale | Ensemble Instrumental Boudou         | 600 000 F CFA | Yatenga   |
| Chœurs Populaires                    | Relwendé de Guiri-Guiri              | 600 000 F CFA | Zandoma   |
| Vedette de la Chanson Moderne        | Ratneeré- teonsgo                    | 500 000 F CFA | Yatenga   |

##### Plateau central
| Disciplines                          | Lauréats                       | Prix          | Provinces  |
| ------------------------------------ | ------------------------------ | ------------- | ---------- |
| Danse Traditionnelle Pool Adulte     | Nambita de Tamissi             | 600 000 F CFA | Oubritenga |
| Danse Traditionnelle Pool Jeune      | ODE / BF 122                   | 600 000 F CFA | Oubritenga |
| Musique Traditionnelle Instrumentale | Ragnimy-koudemdé de naagréongo | 600 000 F CFA | Oubritenga |
| Chœurs Populaires                    | Laafi la boumbou               | 600 000 F CFA | Oubritenga |
| Vedette de la Chanson Moderne        | Troupe Naba Sanem de Tibin     | 500 000 F CFA | Ganzourgou |

##### Sahel
| Disciplines                          | Lauréats                | Prix          | Provinces |
| ------------------------------------ | ----------------------- | ------------- | --------- |
| Danse Traditionnelle Pool Adulte     | Le beli de tin-akoff    | 600 000 F CFA | Oudalan   |
| Danse Traditionnelle Pool Jeune      | NEANT                   |               | -         |
| Musique Traditionnelle Instrumentale | Yewetère Suudu Baaba    | 600 000 F CFA | Séno      |
| Chœurs Populaires                    | NEANT                   |               | -         |
| Vedette de la Chanson Moderne        | CISSE Oumarou Abdoulaye | 500 000 F CFA | Séno      |

##### Sud-Ouest
| Disciplines                          | Lauréats             | Prix          | Provinces |
| ------------------------------------ | -------------------- | ------------- | --------- |
| Danse Traditionnelle Pool Adulte     | Troupe Ikaa          | 600 000 F CFA | Noumbiel  |
| Danse Traditionnelle Pool Jeune      | Gazelle de Vourégane | 600 000 F CFA | Ioba      |
| Musique Traditionnelle Instrumentale | Troupe Yampala       | 600 000 F CFA | Ioba      |
| Chœurs Populaires                    | Troupe Wootaa        | 600 000 F CFA | Ioba      |
| Vedette de la Chanson Moderne        | DA Ditaré dit Yoro   | 500 000 F CFA | Poni      |

##### Région autonome du Houet
| Disciplines                          | Lauréats                                                  | Prix      | Provinces |
| ------------------------------------ | --------------------------------------------------------- | --------- | --------- |
| Danse Traditionnelle Pool Adulte     | Troupe ARAC (Association Réveil Art et Culture)           | 600 000 F | Houet     |
| Danse Traditionnelle Pool Jeune      | Troupe Eben-Ezer (du centre de développement pour enfants | 600 000 F | Houet     |
| Musique Traditionnelle Instrumentale | Ensemble artistique de Houet Bolomakoté                   | 600 000 F | Houet     |
| Chœurs Populaires                    | Troupe Sérékini de Siraba                                 | 600 000 F | Houet     |
| Vedette de la Chanson Moderne        | GNISSOU                                                   | 500 000 F | Houet     |

Des prix spéciaux tels que ceux de l'Assemblée nationale, de la municipalité de Bobo, du ministère des Sports et des Loisirs, etc. ont également été remis à certains candidats en guise d'encouragement.

### Déroulement des compétitions
Ces compétitions se tiennent essentiellement en deux phases:

#### Phase éliminatoire
Il faut d'abord passer par une phase éliminatoire. Les artistes s'inscrivent d'abord auprès du secrétariat technique de la Semaine nationale de la culture. La phase éliminatoire constituée par des Semaines régionales de la Culture se tient en année impaire dans les quatorze régions culturelles du Burkina Faso (13 régions administratives plus la province du Houet érigée en région autonome) et pour la diaspora burkinabè en Côte d'Ivoire depuis 2019. Enfin, l’organisation de la phase finale avec les candidats retenus comme meilleurs de chaque région pour le GPNAL.

#### La phase finale
Elle se tient en année paire et comprend deux grands volets. Il s'agit du volet Grand Prix national des Arts et des Lettres (GPNAL) constitué de la phase finale des compétitions dans les catégories ci-dessus citées et du volet festival qui imprime à la manifestation son caractère festif et populaire et totalise plus d'une douzaine d'activités.
Des règlements intérieurs sont élaborés à chaque édition pour le déroulement de la compétition dans les différentes catégories. Les compétitions aux différentes phases sont officiées par des jurys avec des critères et des barèmes de notation bien définis. Pour l’organisation de la phase finale, le secrétariat technique de la SNC bénéficie de l'appui d'un comité national d'organisation.
Après la phase finale, il y a cette phase appelée «la phase de promotion» de ces artistes. Ils bénéficient du soutien de l'État pour faire la promotion de leurs œuvres. Par exemple, pour la catégorie littérature, les premiers de chaque genre reçoivent un bond d'édition pour leurs œuvres. En art plastique, les meilleures œuvres sont immédiatement rachetées par l'État. C'est donc une forme de promotion de ces artistes. Il n'y a pas de participation limitée pour un candidat ou un lauréat. Ainsi, le lauréat peut prendre part au GPNAL au temps de fois qu'il souhaite.

### Le Comité national d’organisation (CNO) de la SNC
Le Comité, créé par arrêté du ministre de la communication, de la culture, des arts et du tourisme, est chargé d'assister le secrétariat technique dans l'organisation et le suivi des différentes activités de la phase finale. À cette fin, il est composé de vingt commissions, dont chacune s'est vu déléguer des responsabilités et des tâches spécifiques, et qui sont dirigées par un(e) président(e) et un(e) Vice-président(e).
Quant au budget de l'organisation, il est constitué de la contribution de l'État, de celles des partenaires et sponsors et des appuis et contributions divers.

### Secrétariat permanent de la Semaine Nationale de la Culture
Le secrétariat permanent est appuyé par le comité national d'organisation, qui regroupe les représentants des artistes, des ministères et des institutions internationales partenaires. En collaboration et en synergie avec les autres services techniques du ministère, le secrétariat permanent participe à l’organisation et à la mise en œuvre de la politique culturelle nationale du Burkina Faso:
- Promotion des activités culturelles et artistiques du Burkina Faso
- Formation, encadrement et promotion des artistes;
- Organisation des collaborations et des coopérations avec les structures nationales ou internationales.

Prosper Kompaoré a été le premier secrétaire permanent du SNC, de sa création en 1983 jusqu'en 1988. Kompaoré a jeté les bases de cet événement culturel, qui est devenu un incontournable du paysage culturel burkinabè.

#### Les secrétaires permanents
Au fil des ans, un certain nombre de personnalités ont évolué au sein de la SNC et ont contribué à son développement et à son influence. Depuis sa création en 1983, la SNC a été dirigé par un certain nombre de personnes qui ont apporté leur expertise et leur passion à la célébration.
| Périodes    | Permanence            |
| ----------- | --------------------- |
| 1983 - 1988 | Prosper Kompaoré      |
| 1990        | Jacques Prosper Bazié |
| 1992        | Désiré Conombo        |
| 1994        | Désiré Ouédraogo      |
| 1996        | Dionou Founawé        |
| 1998 - 2000 | Salaka Sanou          |
| 2000 - 2012 | Bitchibali Dansa      |
| 2013        | Sidi Traoré           |

## Editions

### SNC 2024: 21eédition
Elle est prévue se tenir du 27 avril au 4 mai 2024. Le  thème choisi est «Culture, mémoire historique et sursaut patriotique pour un Burkina nouveau» . Pour cette  édition le pays invité d'honneur est la république du Niger.  Le Mali, la Guinée, le Brésil, la Russie et la Corée du Nord ont été également invités. Sous la présidence du secrétaire général du ministère de la communication , Bètamou Fidèle Aymar TAMINI, et de la directrice générale de la SNC Christiane Sanon/Coulibaly, l'événement est organisé pour offrir aux festivaliers une expérience remarquable.
À la suite de cette édition, le ministre de la Culture Rimtalba Jean Emmanuel Ouédraogo annonce la transformation de la SNC en Établissement public de l'État (EPA) afin d'en améliorer l'efficacité.

#### Symbolique du visuel
Le visuel de l'édition 21 a été conçu par l'infographiste Adama Yabao, il symbolise la diversité et l'unité nationales à travers un masque représentant la joie et l'optimisme des festivaliers. Une échelle à sept niveaux évoque les sept jours de la semaine culturelle, tandis que les bâtons, groupés par quatre et trois, symbolisent respectivement les hommes et les femmes. Le visuel incarne les enjeux et les valeurs de cette année.

### SNC  2020 - 2022
L’édition 2020 a été reportée en mars 2022 à cause de la pandémie de coronavirus . Initialement prévue du 28 mars au 4 avril 2020 sous le thème "La diversité culturelle, ferment de l'unité nationale". La 20e édition de la Semaine nationale de la culture S'est finalement tenue  du 29 avril au 6 mai 2023 sous le signe de la résilience,.